# Phrynocephalus ornatus
Phrynocephalus ornatus är en ödleart som beskrevs av  George Albert Boulenger 1887. Phrynocephalus ornatus ingår i släktet Phrynocephalus och familjen agamer. IUCN kategoriserar arten globalt som livskraftig.

## Underarter
Arten delas in i följande underarter:
- P. o. vindumi
- P. o. ornatus